# 미렐라 프레니

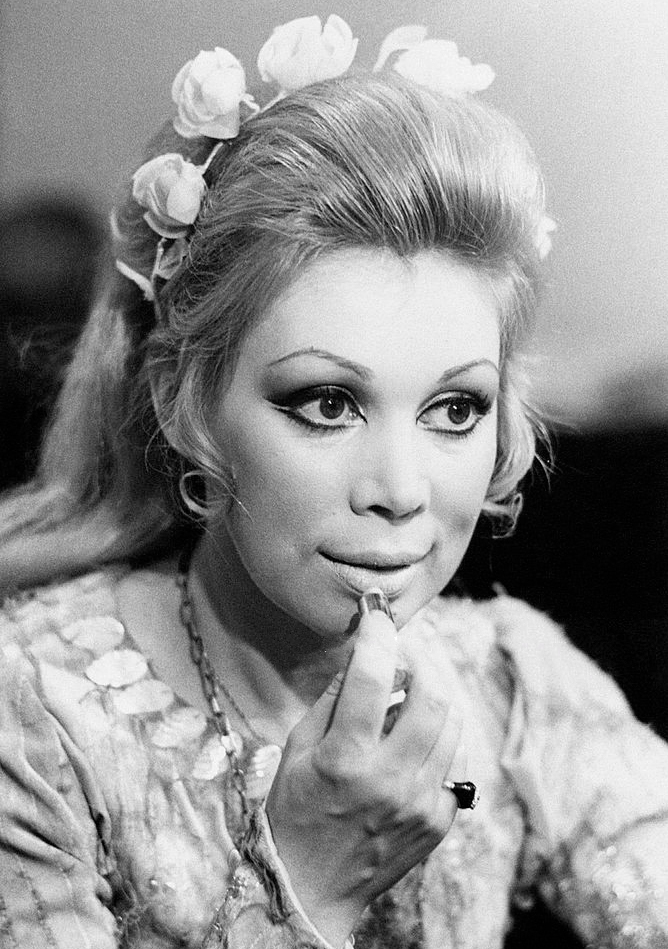
1970년 미렐라 프레니의 모습

미렐라 프레니(Mirella Freni, 1935년 2월 27일 ~ 2020년 2월 9일)는 이탈리아의 소프라노 가수이다.
레파토리로는 베르디, 푸치니, 모차르트, 차이콥스키가 포함된다. 프레니는 불가리아의 베이스 니콜라이 기아우로프와 결혼하였다.

## 생애
페르니는 모데나의 노동계급 가정에서 태어났다. 그의 어머니와 테너 루치아노 파바로티의 어머니는 함께 담배공장에서 일했으며 이모는 소프라노 발레티나(Valentina Bartolomasi)였다. 음악적으로 재능이 있는 아이었으며 10살이 되었을 때 라디오 대회에서 Un bel dì vedremo를 불렀다. 그러나 테너 베니아미노 질리는 그녀에게 자신의 목소리를 망치는 위험에 대해 경고를 주었으며 그녀가 나이가 들기 전까지는 이 일을 포기할 것을 충고하였다. 17세가 되어 노래를 이어가기를 시작했다.
페르니는 1955년 3월 3일 고향의 Teatro Municipale에서 비제의 카르멘의 Micaëla역으로서 오페라로 데뷔하였다. 나중에 그녀는 교사이자 피아노 연주자, 감독 Leone Magiera와 결혼하였다. 1958년 토리노의 Teatro Regio에서 푸치니의 라 보엠에서 공연을 시작하며 경력을 이어가기 시작했고 1950~60 시즌에 네덜란드 오페라에서 노래를 불렀다. Glyndebourne에서 프란코 체피렐리의 도니체티의 사랑의 묘약을 통해 국제적인 명성을 얻었다. Glyndebourne 1960-62 시즌에서 볼프강 아마데우스 모차르트의 코믹 역할로 피가로의 결혼의 수잔나 역으로, 또 돈 조반니의 Zerelina 역으로 노래를 불렀다.

## 출판
- Freni, Mirella (1990); Mio Caro Teatro – Mirella Freni memoirs
- Magiera, Leone (1990); Mirella Freni Universal Music MGB ISBN 88-7592-083-4